# Clubiona modesta
Clubiona modesta är en spindelart som beskrevs av Ludwig Carl Christian Koch 1873. Clubiona modesta ingår i släktet Clubiona och familjen säckspindlar.
Artens utbredningsområde är Queensland. Inga underarter finns listade i Catalogue of Life.